# Aritz López Garai
Aritz López Garai (Baracaldo, Vizcaya, 6 de noviembre de 1980) es un exfutbolista y entrenador español. Actualmente dirige a la selección de Mauritania.

## Trayectoria

### Como jugador
Formado en el Indartsu Club, ingresó en los equipos de fútbol base del Athletic Club en edad juvenil y compitió durante una temporada en División de Honor. En 1999 se incorporó al C. D. Basconia, equipo filial del Athletic que competía en Tercera División. En la temporada 2001-02 fue cedido a la S. D. Gernika Club, de Segunda División B, y posteriormente militó durante tres temporadas en la U. B. Conquense. En la temporada 2004-05 participó en la promoción de ascenso a Segunda División, en la que el Conquense cayó derrotado ante el Real Madrid Castilla C. F.
Tras concluir su contrato, firmó con la U. D. Salamanca y logró el ascenso de categoría tras ganar el partido decisivo del play-off ante el Sevilla Atlético Club. Debutó en Segunda División en la campaña 2006-07 y en junio de 2007 fichó por el C. D. Castellón. Al finalizar la temporada 2008-09 acabó contrato con el Castellón y se incorporó a las filas del R. C. Celta de Vigo de cara a la campaña 2009-10.
En 2011, tras rescindir su contrato con el Celta, fichó por el Córdoba C. F. El 10 de junio de 2013 se anunció su fichaje por el Real Sporting de Gijón. El 24 de marzo de 2014 abandonó el equipo asturiano para regresar cedido al Córdoba, con quien consiguió el ascenso a Primera División tras imponerse en la promoción al Real Murcia C. F. y a la U. D. Las Palmas. Al término de la campaña rescindió su contrato con el Sporting y fichó de nuevo por el Córdoba para la temporada 2014-15. Debutó en la máxima categoría el día 25 de agosto en un encuentro frente al Real Madrid C. F. disputado en el estadio Santiago Bernabéu en el que su equipo perdió por 2-0. El 28 de enero de 2015 se anunció su desvinculación del Córdoba y en febrero se incorporó al Rapid Bucarest.
Comenzó la temporada 2015-16 en el Doxa Katokopias chipriota, pero el 13 de enero de 2016 se confirmó su fichaje por el C. F. Reus Deportiu, con el que se proclamó campeón del grupo III de la Segunda División B y ascendió a Segunda División tras la victoria de su equipo frente al Real Racing Club de Santander en la promoción.

### Como entrenador
Al término de la campaña 2016-17 abandonó la práctica del fútbol y pasó a dirigir al propio Reus. Después de una temporada en la que logró la permanencia sin excesivos apuros, se desvinculó del club catalán para fichar por el C. D. Numancia de Soria, con el que finalizó la Liga en 17.ª posición.
El 21 de junio de 2019 se anunció su contratación por el C. D. Tenerife. Fue destituido de su cargo el 17 de noviembre, tras encadenar 8 partidos sin ganar.
El 26 de noviembre de 2019 López fue detenido por su presunta vinculación con el caso Oikos.
El 14 de octubre de 2020 se convirtió en entrenador del Albacete Balompié, de la Segunda División de España, hasta el final de la temporada 2020-21, sustituyendo a Lucas Alcaraz. El 6 de diciembre fue destituido de su cargo debido a los malos resultados cosechados (3 puntos de los últimos 27 posibles).
El 2 de febrero de 2023, firmó por el FC Nouadhibou de la Ligue 1 de Mauritania. En su primera temporada, ganó la Ligue 1 y, por primera vez en su historia, el FC Nouadhibou lograría clasificarse para la Champions africana tras superar la fase previa.En su segunda campaña, retuvo el título de liga y obtuvo también la Copa Presidente de la República.
El 21 de febrero de 2024, firmó como entrenador de la Selección de fútbol sub-20 de Mauritania y su contrato entró en vigencia a partir del 30 de junio.En noviembre del mismo año, asumió al frente de la selección absoluta en reemplazo de Amir Abdou.

## Clubes

### Como jugador
| Club                   | País    | Año       |
| ---------------------- | ------- | --------- |
| C. D. Basconia         | España  | 1999-2001 |
| S. D. Gernika Club     | España  | 2001-2002 |
| U. B. Conquense        | España  | 2002-2005 |
| U. D. Salamanca        | España  | 2005-2007 |
| C. D. Castellón        | España  | 2007-2009 |
| R. C. Celta de Vigo    | España  | 2009-2011 |
| Córdoba C. F.          | España  | 2011-2013 |
| Real Sporting de Gijón | España  | 2013-2014 |
| Córdoba C. F.          | España  | 2014-2015 |
| Rapid Bucarest         | Rumania | 2015      |
| Doxa Katokopias        | Chipre  | 2015-2016 |
| C. F. Reus Deportiu    | España  | 2016-2017 |

### Como entrenador
| Club                           | País       | Año           |
| ------------------------------ | ---------- | ------------- |
| C. F. Reus Deportiu            | España     | 2017-2018     |
| C. D. Numancia de Soria        | España     | 2018-2019     |
| C. D. Tenerife                 | España     | 2019          |
| Albacete Balompié              | España     | 2020          |
| F. C. Nouadhibou               | Mauritania | 2023-2024     |
| Selección sub-20 de Mauritania | Mauritania | 2024          |
| Selección de Mauritania        | Mauritania | 2024-presente |

## Palmarés

### Como jugador

#### Campeonatos nacionales
| Título                     | Club                | País   | Año  |
| -------------------------- | ------------------- | ------ | ---- |
| Segunda División B (G. II) | U. D. Salamanca     | España | 2006 |
| Segunda División B (G. II) | C. F. Reus Deportiu | España | 2016 |

### Como entrenador

#### Campeonatos nacionales
| Título             | Club             | País       | Año     |
| ------------------ | ---------------- | ---------- | ------- |
| Ligue 1            | F. C. Nouadhibou | Mauritania | 2022-23 |
| Ligue 1            | F. C. Nouadhibou | Mauritania | 2023-24 |
| Copa de Mauritania | F. C. Nouadhibou | Mauritania | 2023-24 |